# Svenneby gamla kyrka
Svenneby gamla kyrka är en kyrkobyggnad som tillhör Svenneby församling i Göteborgs stift. Kyrkan ligger i den sydligaste delen av Tanums kommun. 

## Kyrkobyggnaden
Kyrkan började byggas på 1100-talet och är därför i romansk stil och ligger i skydd av en klippa, som är något högre än kyrkan själv. Kyrkan är 17,5 meter lång, 9 meter bred och väggarna är mellan en och två meter tjocka. I enlighet med tidens tro saknar den fönster på norrsidan. Ursprungligen hade den endast små gluggar på de andra sidorna, men de har sedermera förstorats. Andra senare förändringar är vapenhuset och 1729-1730 genomfördes en omfattande renovering varvid kyrkan fick mycket av sitt nuvarande utseende. Fönstren på sydväggen förstorades och innertaket fick trävalv.
Sista högmässan firades i kyrkan den 5 december 1915, varefter den nya kyrkan i Svenneby användes. Den gamla kyrkan används dock på sommaren för gudstjänster och är då också dagligen öppen för besökare.
Då kyrkan hotades av en akut risk för ras, genomfördes 2015-2017 en total renovering av hela byggnaden. Restaureringsprocessen beskrivs i bokverket Står i tiden fram.

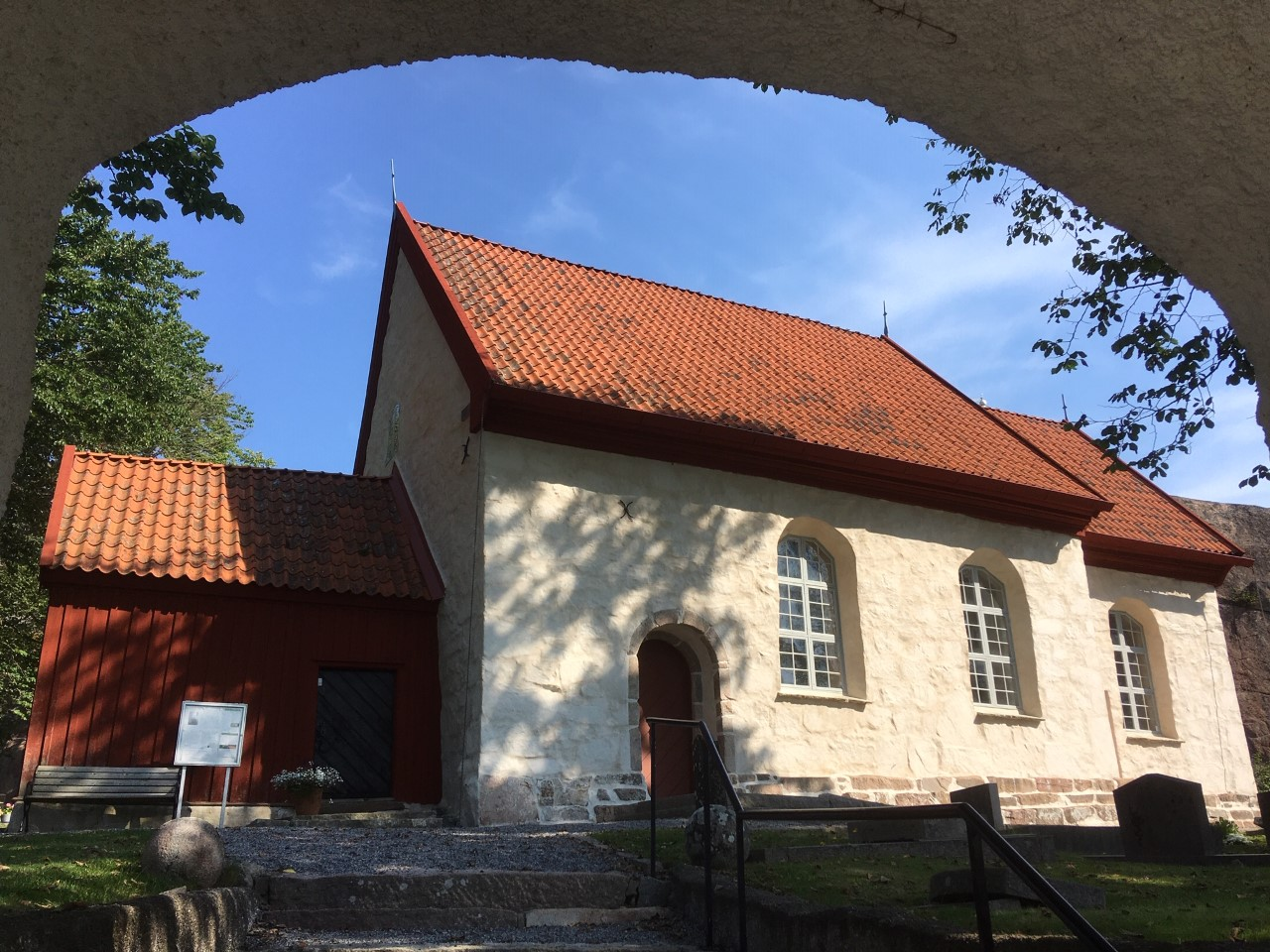
Svenneby gamla kyrka augusti 2020
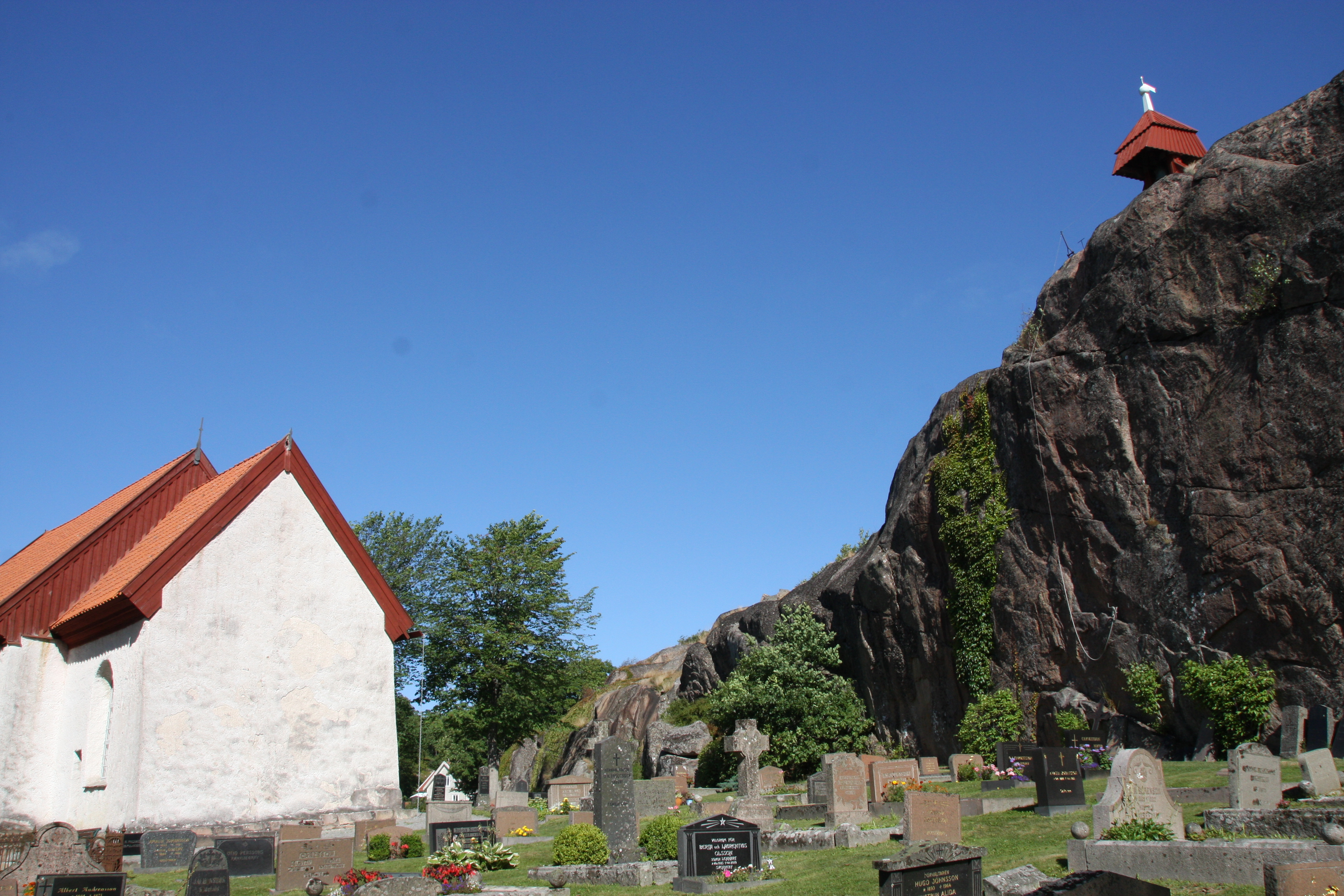
Svenneby gamla kyrka med klockstapeln på berget.
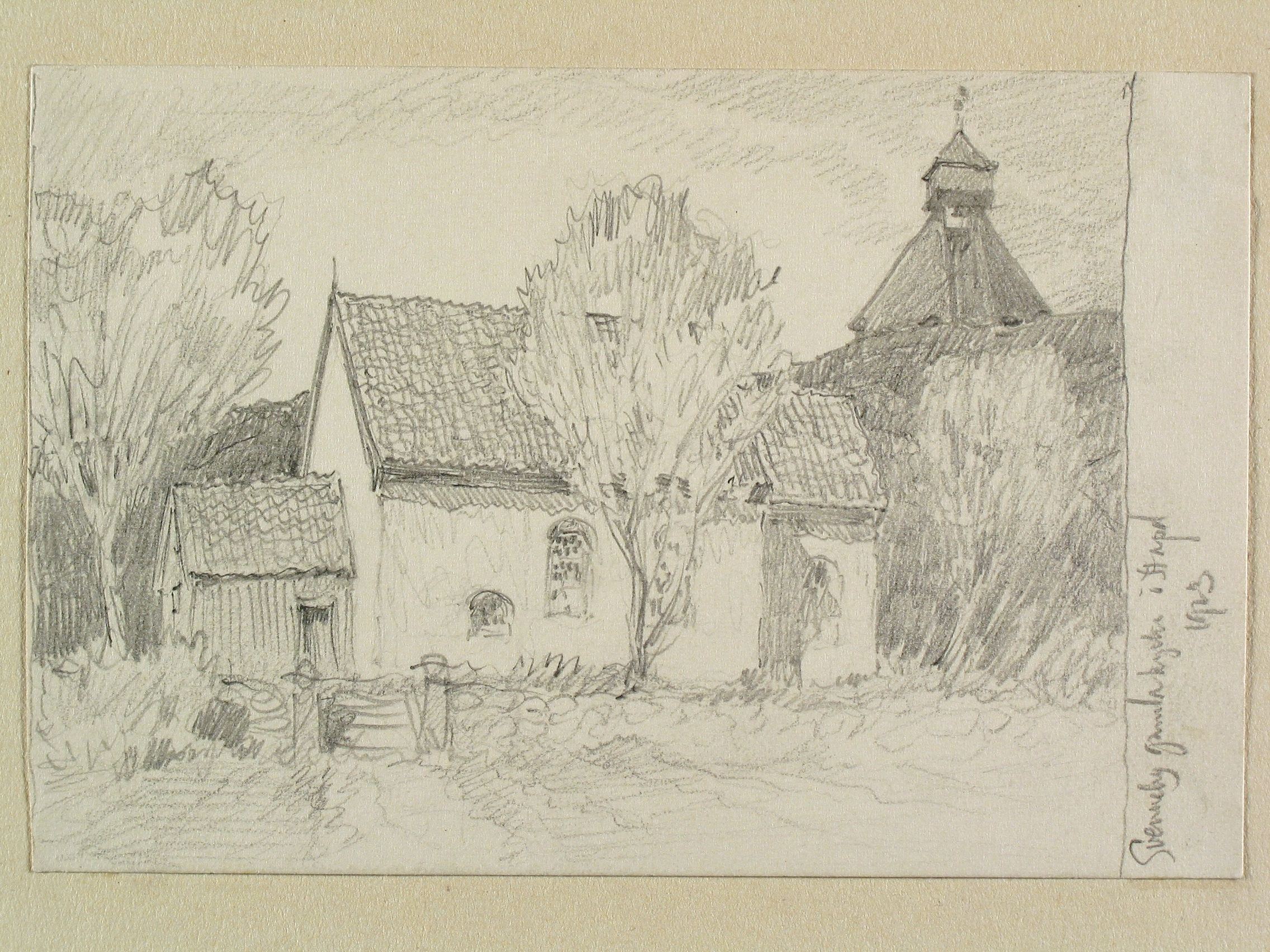
Kyrkan med klockstapeln på berget, tecknad av Ferdinand Boberg 1923.

## Takmålningar
Kyrkan har ett tunnvälvt trätak i kor och långhus. Takmålningarna där utfördes 1741 av Jonas Ahlstedt som just blivit mästare och som var elev både till Christian von Schönfeldt och Alexander Fox. I koret avbildas Kristi förklaring och i långhusets mitt yttersta domen samt i hörnen de fyra evangelisterna. Alltsammans omges av ornamentik. Målningen är sämre utförd än Schönfeldts motsvarande och söker efterlikna denne utan att helt lyckas. För arbetet betalades 350 daler silvermynt. Det har aldrig målats över, men retuscherats och vid restaureringen 1962 fick bemålningen av utbytta bräder rekonstrueras av Thorbjörn Engblad, som även tog fram Ahlstedts bemålning på inventarierna.

## Inventarier

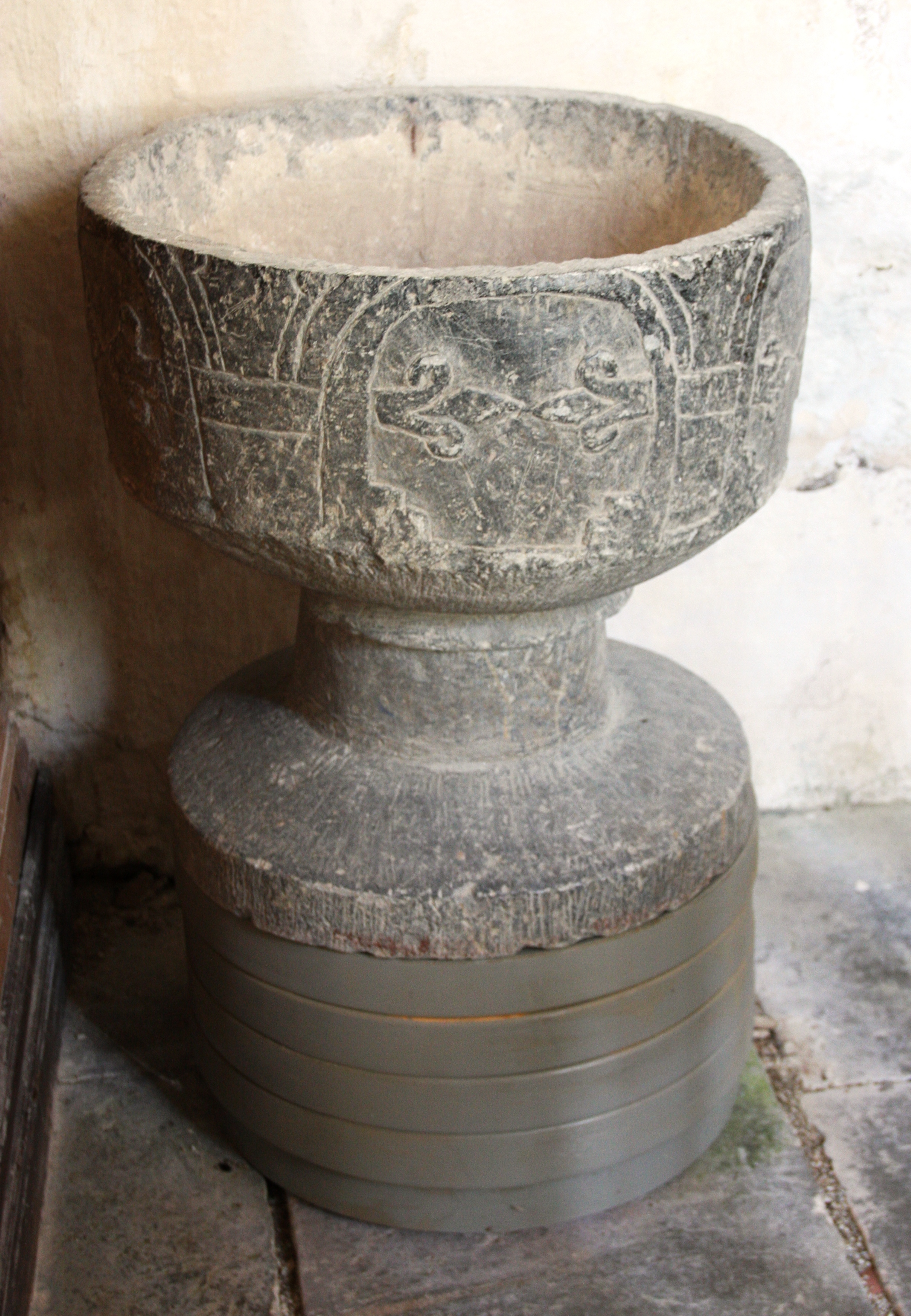
Dopfunt.
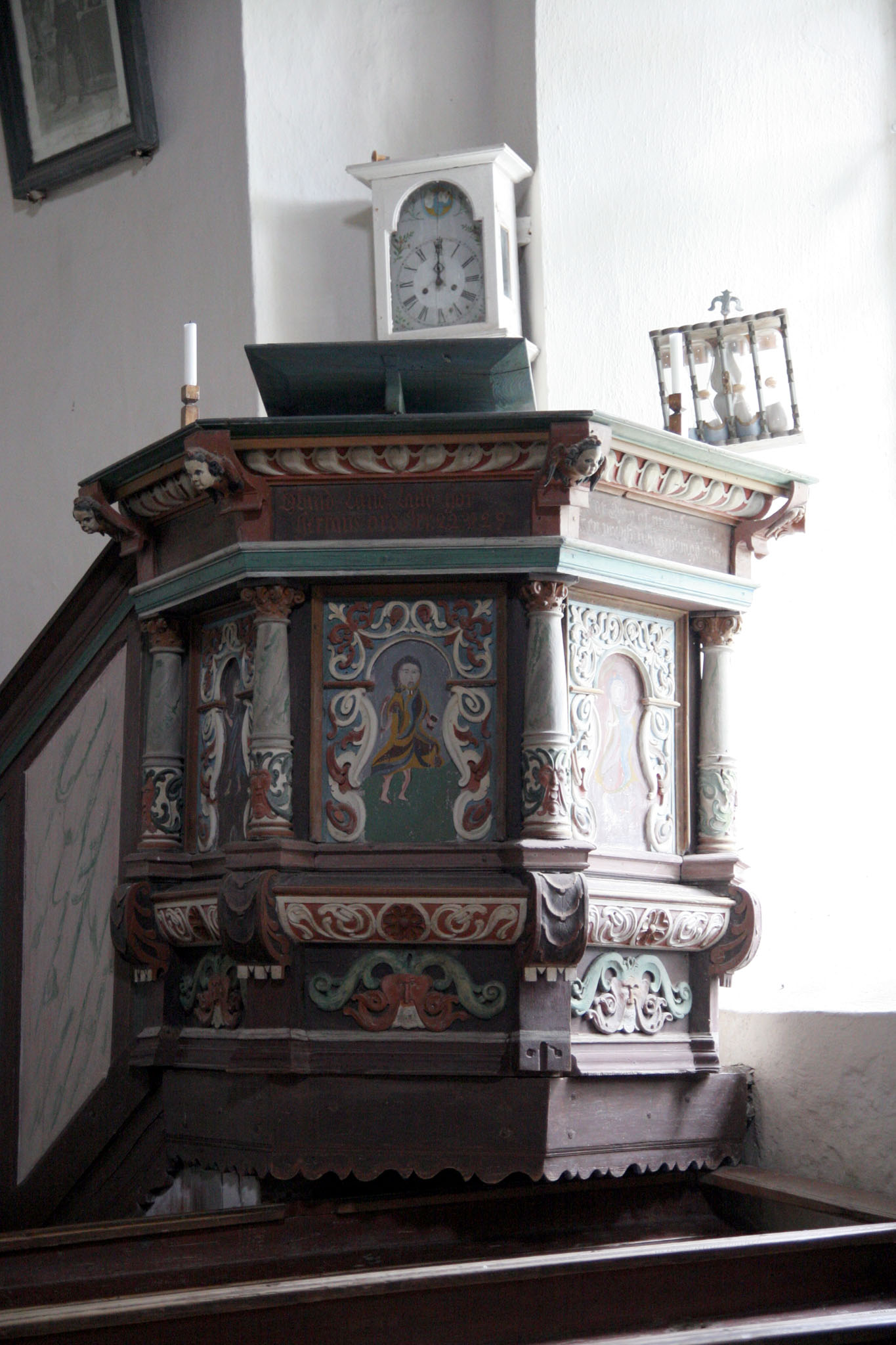
Predikstol.
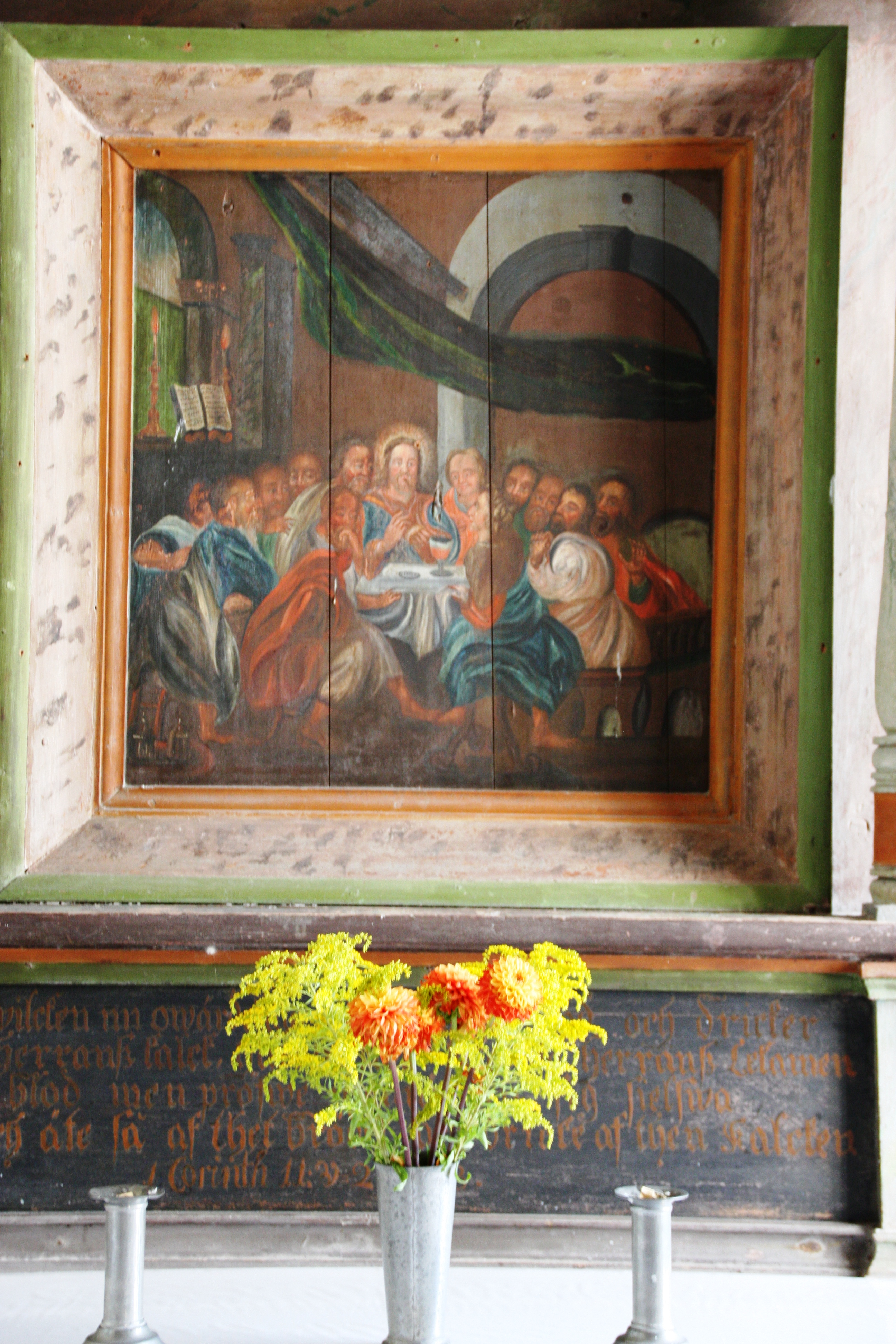
Altare.
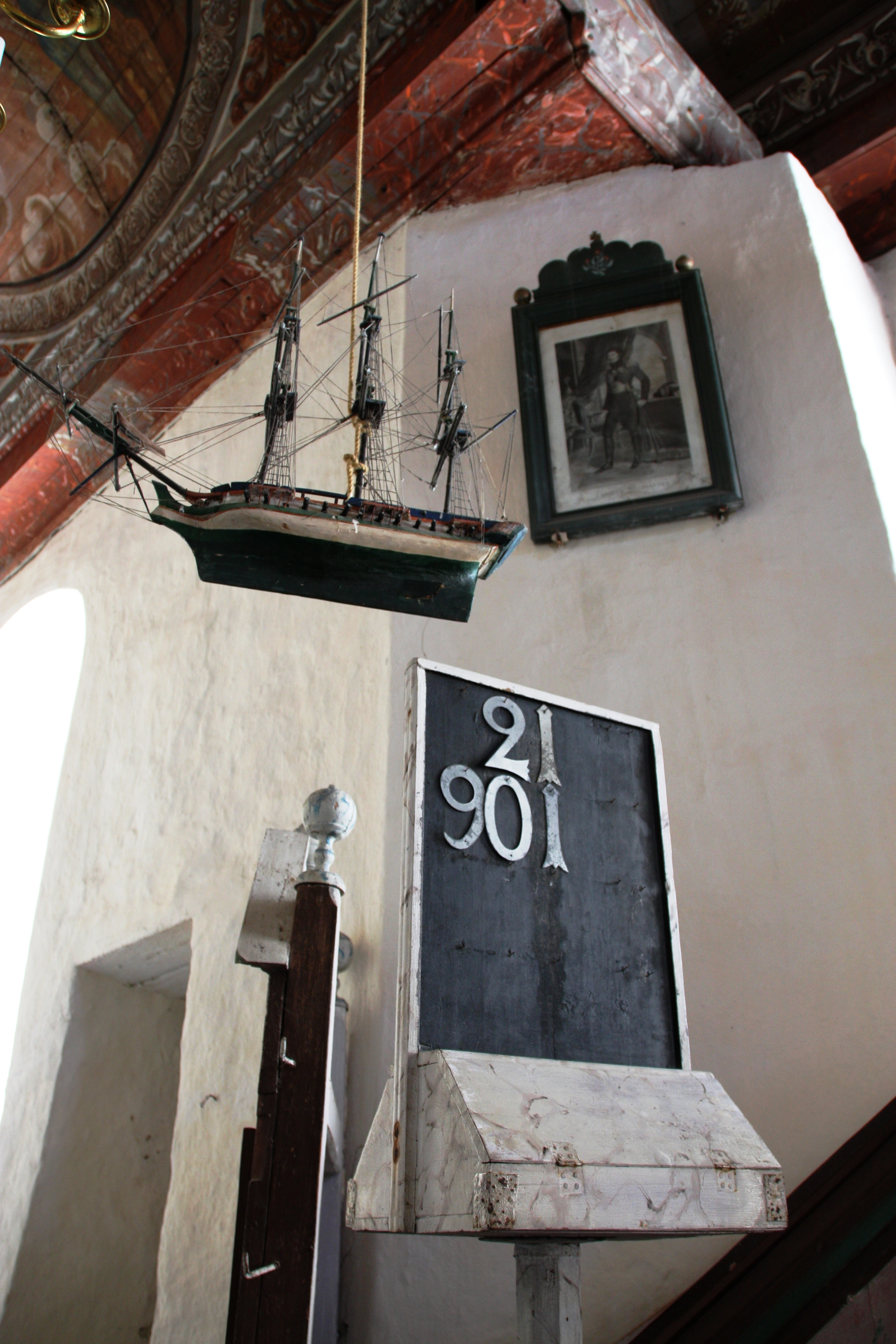
Votivskepp.
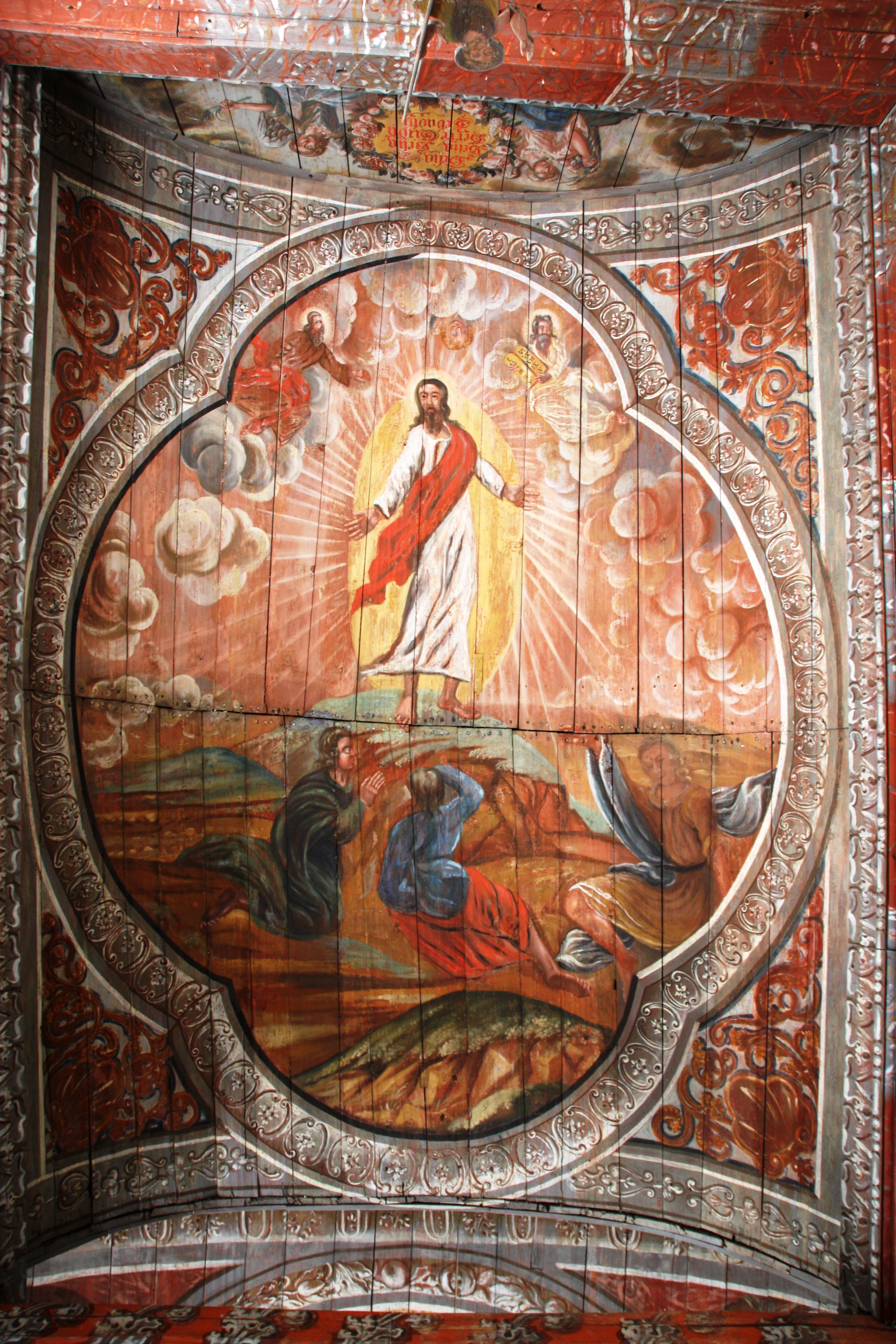
Koret med Kristi förklaring.
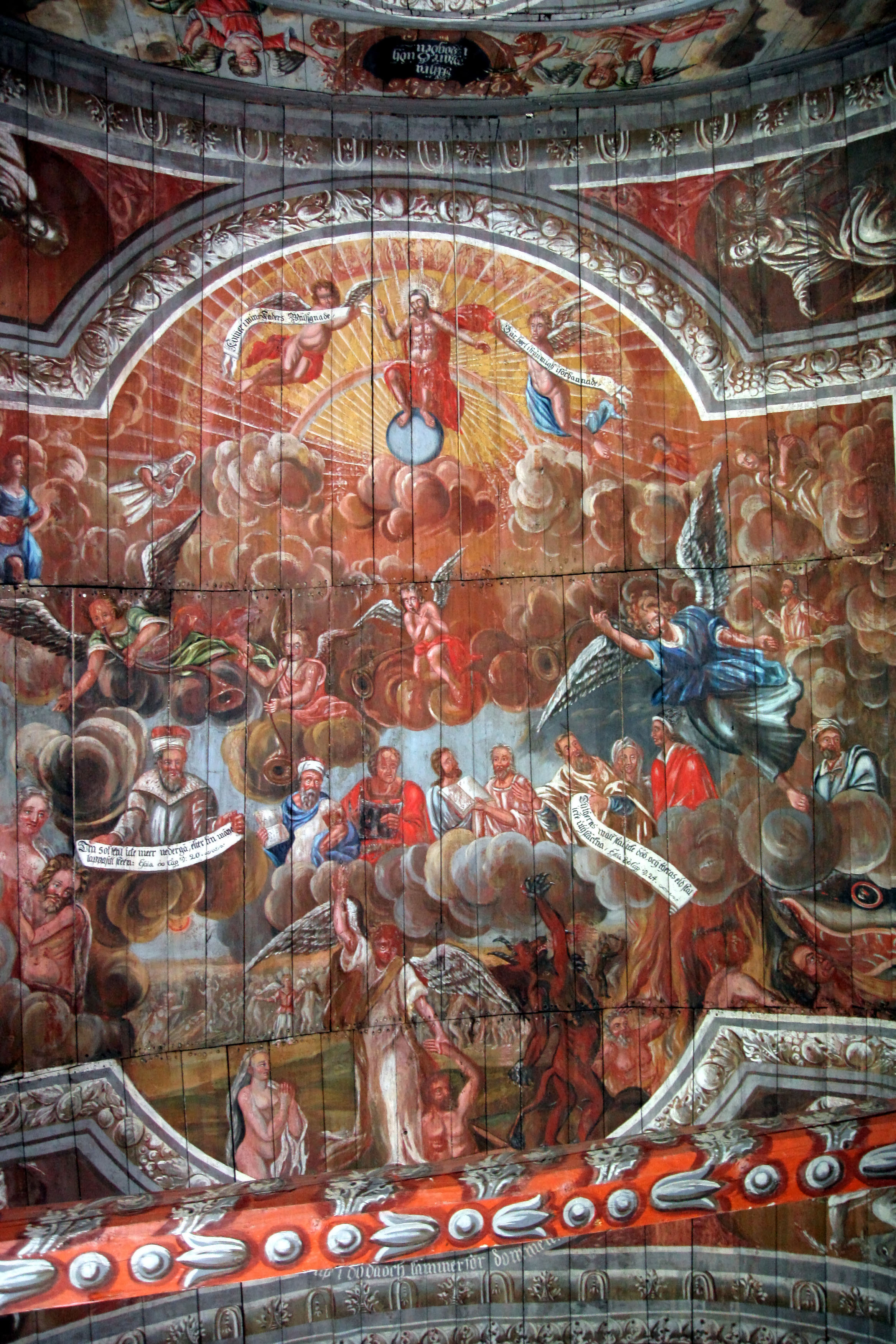
Långhuset med yttersta domen.

- Dopfunt av täljsten från förra delen av 1200-talet i två delar med en höjd av 60 cm. Cuppan är cylindrisk med buktande undersida, vilken avslutas med en enkel vulst. Runt cuppan finns fem tämligen vida arkadbågar omgivna av släta ramar. Mellan arkaderna finns egenartade, orgelbundna ornament samt treflikiga liljeornament. Foten är skivformad och utan dekor. Ett genomgående uttömningshål finns i funtens mitt. Den är placerad på en modern, rund granitplatta. Funten tillhör en grupp om tre från Dalsland, varav den förnämsta i Ödeborgs kyrka, samt i Bohuslän även den i Bärfendals kyrka.[5]
- Triumfkrucifixet är från 1200-talet. Det är skadat och saknar huvud och armar.[6]
- Predikstolen i barock härstammar från 1600-talets mitt och är tillskriven Hans Swant.
- Altaret är från medeltiden och kläddes med trä 1731.
- Jonas Ahlstedt målade 1741 förutom taket även altaruppsatsen, predikstolen och läktarbröstningen liksom ett draperimotiv bakom altaret som nu är borta.
- Votivskepp, möjligen utfört av en fånge på Marstrands fästning[4].

## Klockstapeln
På det branta berget ovanför kyrkan, står klockstapeln med en tidig, medeltida klocka som saknar inskrift och torde vara från 1200-talet. Klippan utgör Klockbergets naturreservat.